# Colour The World
A Colour The World című dal a nigériai Dr. Alban és Sash! közös dala, mely csupán Sash! Life Goes On című albumára került fel. A dal több slágerlistára is felkerült, és videóklip is készült belőle.

## Tracklista
CD Maxi
1. "Colour The World" (single) - 3:35
2. "Colour The World" (original extended) - 6:00
3. "Colour The World" (dario g. remix) - 6:16 remix: Dario G.
4. "Colour The World" (dario g. single edit) - 4:02
5. "Colour The World" (ATB remix) - 5:51 remix: ATB
6. "Colour The World" (dale cooper & vincent price remix) - 6:19 remix: Dale Cooper, Vincent Price

12" kislemez
1. "Colour The World" (original extended) - 6:00
2. "Colour The World" (dario g. remix) - 6:16
3. "Colour The World" (ATB remix) - 5:51
4. "Colour The World" (dale cooper & vincent price remix) - 6:19

## Slágerlista
| Slágerlista(1999)              | Legmagasabb helyezés |
| ------------------------------ | -------------------- |
| Hollandia (Mega Top 100)       | 69                   |
| Svédország (Sverigetopplistan) | 54                   |
| Belgium                        | 21                   |